# Zrąb zupełny
Rębnia zupełna, zrąb zupełny, cięcia zupełne – w zasadach hodowli lasu ustalonych w Państwowym Gospodarstwie Leśnym Lasy Państwowe w Polsce jeden z rodzajów rębni oznaczany symbolem (I). Polega zwykle na usunięciu z określonej powierzchni całego drzewostanu, aczkolwiek możliwe jest pozostawienie pojedynczych drzew lub grup drzew (dla zachowania rzadkich gatunków, drzew dziuplastych, czatowni, drzew wzbogacających krajobraz). Po cięciu następuje proces odnowienia lasu. Rębnie zupełnie wykonywane są zwykle na siedliskach borowych i olsowych.